# Матайс, Александр Фридрихович
Александр Фридрихович Матайс — советский футболист.
Воспитанник омского футбола.
Начинал выступать в родном Омске за «Иртыш» (Омск), затем были «Уралмаш», «Факел» (Тюмень), «Зенит» (Ижевск).
В 1982 году перешёл в куйбышевские «Крылья Советов», в которых провёл свой лучший сезон в карьере. В своём первом же матче за «Крылья» забил гол. 2 мая 1982 года (второй матч за клуб) забил один из самых быстрых голов «Крыльев» в истории команды в ворота «Уралец» (Нижний Тагил) на первой минуте (2:0). В тот сезон Матайс стал вторым бомбардиром (6 мячей) команды после Александра Ротенко, на счету которого было 12 голов. Из 32 матчей команды сыграл в 31 матче.
Играл в высшей лиге СССР за «Нефтчи» (Баку).